# Horacio (Islote)
Islote Horacio es el nombre de un pequeño islote del Océano Atlántico que posee un faro y está localizada en la costa noreste de Bioko, en Guinea Ecuatorial. SE encuentra a unos 400 m de la costa. Tiene unas dimensiones de  aproximadamente 300 m por 300 m. Administrativamente forma parte de la Provincia de Bioko Norte.

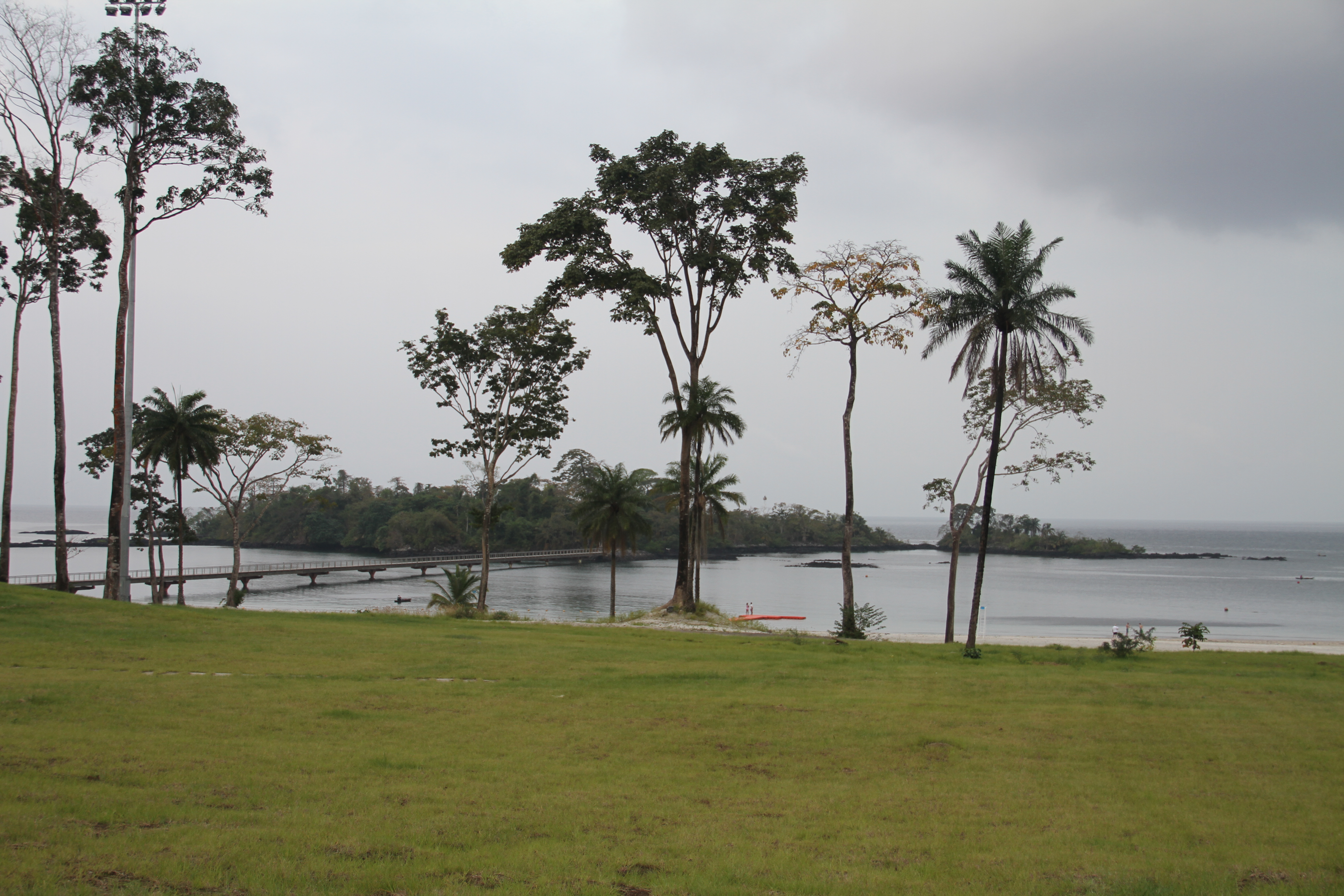
Islote Horacio en 2013

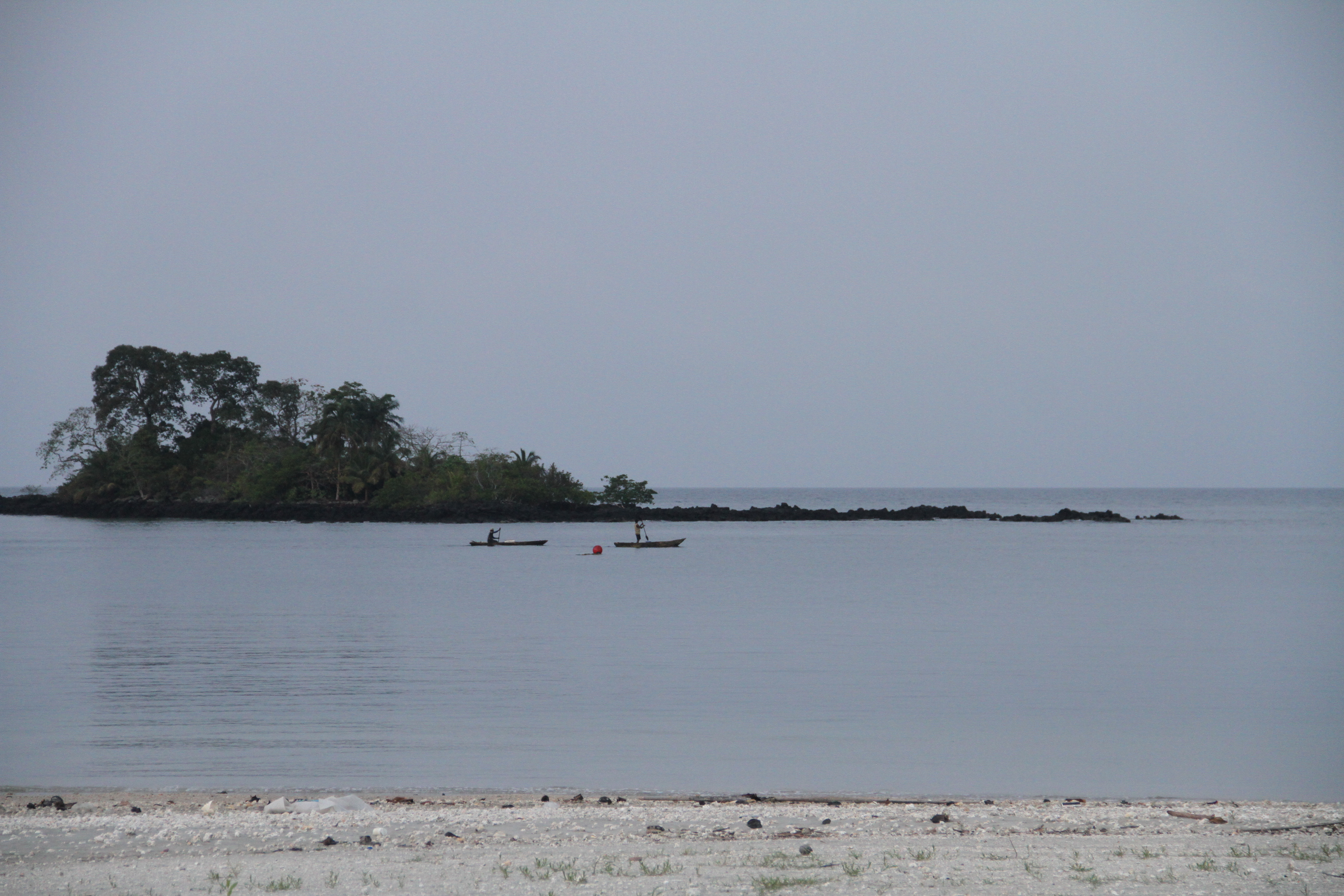
Vista del islote

Posee una superficie de aproximadamente 6,01 hectáreas o 60.073,01 m² y un perímetro de 1,4 kilómetros. Se ubica a 0,35 kilómetros al norte de Bioko. Debido a que está conformado en realidad por un islote más grande y otras rocas pequeñas a veces es conocido también como Islotes Horacio.